# Charles Jessel
Charles Jessel, 1er baronnet de Jessel de Ladham, est un avocat, magistrat et homme d'affaires britannique né le 11 mai 1860 à Paddington et mort le 15 juillet 1928 à Goudhurst.

## Biographie
Charles Jessel est le dernier fils de George Jessel, Master of the Rolls, et d'Amelia Moses. Herbert Jessel (1er baron Jessel) est son plus jeune frère,. Il étudie à la Rugby School puis au Balliol College d'Oxford avant d'être appelé à la barre du Lincoln's Inn. En mai 1883, il crée un Baronnet, la maison Ladham dans la paroisse de Goudhurst dans le Kent, en l'honneur de son père décédé en mars de la même année.
Entre 1903 et 1909 il est le vice-président de la North Borneo Chartered Company. Avant d'avoir son nom actuel, la ville de Kota Kinabalu s'appelait Jesselton en l'honneur des opérations menées par cette compagnie dans le Bornéo du Nord. Jessel est également un Deputy Lieutenant et un Justicier de la paix pour le Kent, et il a servi en tant que High Sherrif du Kent en 1903,.
Charles Jessel épouse Edith Goldsmid, la fille de Julian Goldsmid, 3e baronnet en 1890. Ils ont deux fils et trois filles. Il décède en juillet 1928, à l'âge de 68 ans, et son fils aîné, George, lui succède. Lady Jessel décède en janvier 1956.